# Manewr Zavanelliego
Manewr Zavanelliego – rękoczyn położniczy, który polega na wepchnięciu główki rodzącego się płodu przez kanał rodny celem wykonania cięcia cesarskiego. Wykonywany w przypadku gdy dojdzie do dystocji barkowej. Manewr Zavanelliego wykonuje się dopiero wtedy, gdy inne manewry zawiodą, ponieważ wiąże się z dużym ryzykiem powikłań zarówno u matki jak i płodu.